# Бівер (Аляска)
Бівер (англ. Beaver) — переписна місцевість (CDP) в США, в окрузі Юкон-Коюкук штату Аляска. Населення — 48 осіб (2020).

## Географія
Бівер розташований за координатами 66°23′26″ пн. ш. 147°20′16″ зх. д. / 66.39056° пн. ш. 147.33778° зх. д. (66.390584, -147.337916).  За даними Бюро перепису населення США в 2010 році переписна місцевість мала площу 54,40 км², з яких 52,46 км² — суходіл та 1,94 км² — водойми.

## Демографія
Згідно з переписом 2010 року, у переписній місцевості мешкали 84 особи в 36 домогосподарствах у складі 21 родини. Густота населення становила 2 особи/км².  Було 56 помешкань (1/км²).
Расовий склад населення:
| - 97,6 % — корінних американців - 1,2 % — білих |

До двох чи більше рас належало 1,2 %. Частка іспаномовних становила 4,8 % від усіх жителів.
За віковим діапазоном населення розподілялося таким чином: 26,2 % — особи молодші 18 років, 66,7 % — особи у віці 18—64 років, 7,1 % — особи у віці 65 років та старші. Медіана віку мешканця становила 32,0 року. На 100 осіб жіночої статі у переписній місцевості припадало 104,9 чоловіків;  на 100 жінок у віці від 18 років та старших — 121,4 чоловіків також старших 18 років.
Середній дохід на одне домашнє господарство  становив 29 879 доларів США (медіана — 24 000), а середній дохід на одну сім'ю — 33 586 доларів (медіана — 32 500). За межею бідності перебувало 30,0 % осіб, у тому числі 66,7 % дітей у віці до 18 років та 0,0 % осіб у віці 65 років та старших.
Цивільне працевлаштоване населення становило 38 осіб. Основні галузі зайнятості: публічна адміністрація — 47,4 %, освіта, охорона здоров'я та соціальна допомога — 39,5 %, транспорт — 13,2 %.